# A Comedy Central bemutatja
A Comedy Central bemutatja egy magyar stand-up comedy műsor volt, amelyet címéhez híven a Comedy Central vetített.

## Cselekmény
A produkció a klasszikus stand-up comedy műfajra épül. A sorozat az amerikai Comedy Central Presents honosított változata. 2009-ben, egy évvel a csatorna magyar bemutatója után készült el. Olyan humoristák szerepeltek itt, mint Litkai Gergely, Mogács Dániel, Szomszédnéni Produkciós Iroda, Maksa Zoltán és még sokan mások.

## Közvetítés
2009 áprilisában mutatkozott be, a csatorna valószínűleg az egy éve már sikerrel futó Showder Klub konkurensének szánta. A műsor 10 évadot élt meg, 2015 tájékán abbahagyták a gyártását. 2016 márciusában új stand-up comedy témájú műsor indult a csatornán, Comedy Club címmel. Az új sorozatban viszont csak önálló esteket lehet látni, ellentétben a Comedy Central bemutatja-val, ahol egy adáson belül több humorista is fellépett.
Jelenleg hajnalban ismétli a Comedy Central a műsor epizódjait.

## Fogadtatás
Vegyesek voltak a vélemények: akadt olyan kritikus, aki humorosnak és színvonalasnak találta, de a magyar fórumokon (például Port.hu) többségben negatív véleményeket kapott a sorozat.